# WPA
WPA (viết tắt của Wi-Fi protected access) là một giao thức an ninh trên những mạng không dây. Nó được tạo ra để thay thế WEP (Wired Equivalent Privacy) vì WEP đã trở nên lỗi thời vì dễ bị phá để tìm ra khóa. WPA được trình làng vào năm 2003 và sau đó đến WPA2 (an toàn hơn WPA) ra mắt vào năm 2004.
WPA dùng giao thức TKIP để tạo ra một khóa dài 128 bit cho mỗi cụm/gói (packet hay frame) gởi qua sóng vô tuyến khác với WEP là dùng duy nhất một khóa cho mọi cụm/gói. Ngoài ra WPA còn dùng giao thức Michael để kiểm tra sự toàn vẹn của các cụm/gói, để chắc chắn là chúng không bị ai bắt được và thay đổi. WPA2 có tên chuẩn chính thức là IEEE 802.11i.
WPA cũng bao gồm kiểm tra tính toàn vẹn của thông điệp. WPA được thiết kế để ngăn chặn kẻ tấn công từ chụp, thay đổi hoặc gửi lại các gói dữ liệu